# Corgatha binotata
Corgatha binotata là một loài bướm đêm trong họ Erebidae.